# Parterr

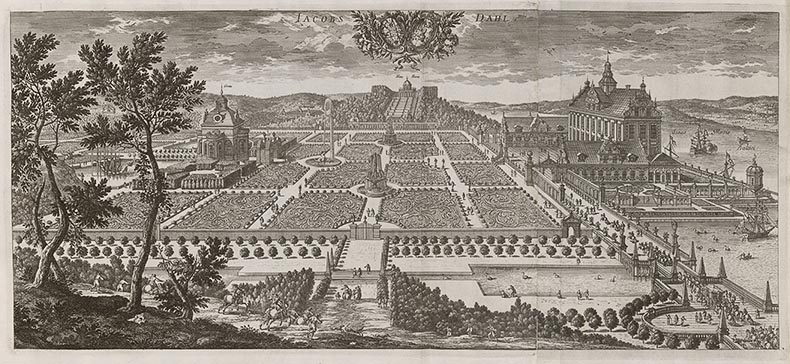
Ulriksdals slott, graverad av Adam Perelle för Suecia Antiqua et Hodierna, 1670-tal, med en parterre framför slottet.

Parterr (av franska parterre, från par terre som ungefär betyder "på marken") är en låg och formbunden plantering med gångar och fontäner, som var en del av barockens trädgårdskonst. 

## Historia
Parterrer var ursprungligen planteringar närmast intill boningshuset och i nivå med husets bottenvåning. De var regelmässiga inslag i fransk barockträdgårdskultur och utgjorde symboler för ordning och tämjande av naturen.
Ordet parterr används i Sverige mera sällan om en byggnads bottenvåning eller om övre parkett i en teatersalong. Däremot brukar åskådarplatserna närmast arenan på cirkus kallas parterr.